# Distrito de Yaren
Yaren (anteriormente llamada Makwa o Moqua) es uno de los 14  distritos de Nauru y una de las ocho circunscripciones electores del país. Puesto que en Nauru no hay presencia de núcleos urbanos bien definidos, este distrito se ha transformado en la capital de facto (no oficial) del país, ya que en él se encuentra el centro del gobierno. Al ser una circunscripción electoral está representado por dos miembros en el Parlamento.

## Descripción
Yaren es un distrito localizado en la costa suroccidental de Nauru. Limita al norte con el distrito de Buada, al este con Meneng y al oeste con Boe. Yaren es el principal centro administrativo del país, donde se encuentra el parlamento del país, la sede de gobierno y su tribunal supremo. En sus cercanías hay un aeropuerto internacional que es el único vínculo de la isla con el mundo, dado que su único puerto está dedicado al atraque de cargueros que transportan el fosfato de Nauru, su principal fuente de riqueza. En Yaren había alrededor de 1 100 habitantes en el 2003.
Posee clima tropical, con estaciones de lluvia definidas y temperaturas altas durante todo el año.
El distrito también alberga 7 aldeas (de las 169 en el país) incluyendo a la Ciudad de Yaren (City of Yaren). Las aldeas son: Anigobwi, Atomo, Ibwenape, Kibepe, Meure y Yongin. Sin embargo, y como ocurre con el resto del país, los núcleos urbanos no están bien definidos y se extienden a lo largo de toda la costa.

## Gobierno y edificios administrativos

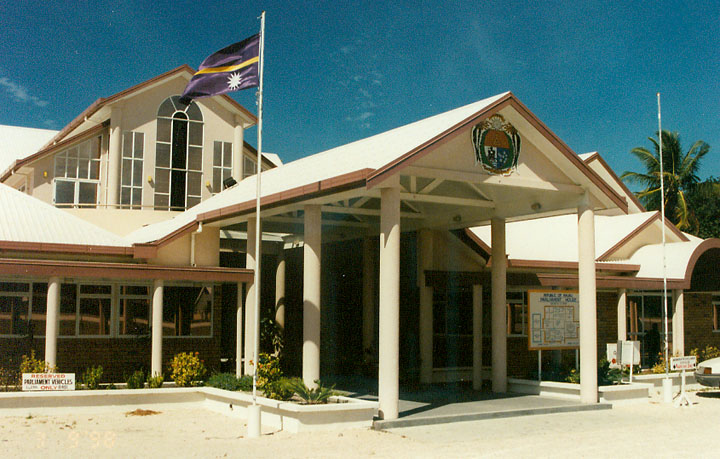
Parlamento de Nauru.

Las siguientes oficinas gubernamentales se encuentran en este distrito:
- El Parlamento
- La estación terrestre
- Oficinas de la administración
- La estación de policía
- El Aeropuerto Internacional de Nauru y la terminal aérea

Yaren (y a veces Aiwo) aparece  por lo general como capital de Nauru, aunque esto es incorrecto: la república no tiene ciudades ni una capital oficial. La Naciones Unidas acepta a Yaren como el "distrito principal".

## Atracciones
- El Moqua Well está situado en Yaren.

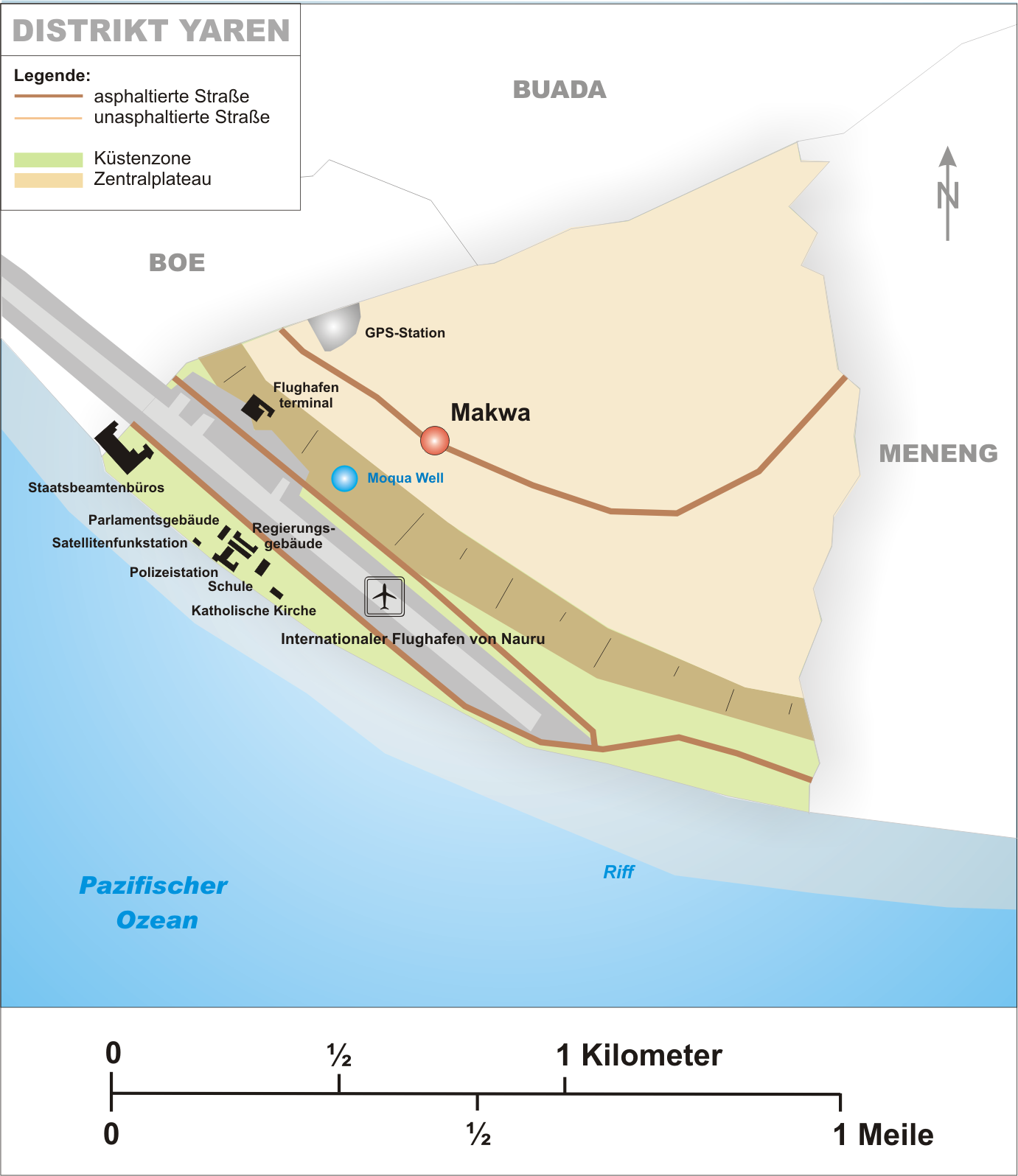
Mapa del Distrito.

- El Museo de Nauru.
- Las Cuevas Moqua.